# Barbies värld
Barbies värld är en svensk TV-teaterfilm från 1979 i regi av Christer Björkvall och med manus av Annette Kullenberg. I rollerna ses bland andra Hans Klinga, Gunilla Olsson och Sofia Elström med flera.

## Rollista
- Hans Klinga – Ken
- Gunilla Olsson – Barbie
- Sofia Elström – Skipper
- Lena T. Hansson – Steffi, mamma Solsken
- Stefan Moberg – Steve, pappa Solsken
- Birger Andersson – morfar Solsken
- Karin Andersson – mormor Solsken
- Gösta Bredefeldt – Action Man
- Ulf Brunnberg – Big Jim
- Urban Sahlin – Doctor Steel
- Cecilia Hjalmarsson – Cindy
- Meta Velander – varuhusexpedit